# Île Herald
L'île Hérald (en russe : Остров Геральд) est une île inhabitée située dans la mer des Tchouktches, à 60 km à l'est de l'île Wrangel. Elle consiste en une colonne de granit d'environ 82 km2. Son point culminant se situe à 380 m. Elle fait partie, avec l'île voisine de Wrangel, du système naturel de la Réserve de l'île Wrangel, inscrit sur la liste du patrimoine mondial en 2004.

## Histoire
Quelques documents retrouvés aux États-Unis attestent que cette île, ainsi que sept autres dans la même zone de l'océan Glacial Arctique ont été un jour revendiquées par le sénat de l'Alaska. Cependant, les États-Unis soutiennent ne jamais avoir revendiqué la possession de cette zone.
Officiellement l'île est découverte par Thomas Edward Laws Moore en 1849.
Le 22 août 1922 Roald Amundsen atteint l'île avec le Maud pour s'y faire prendre par la banquise et tenter la dérive au pôle Nord.

## Climat
Durant une grande partie de l'année, l'île est balayée de vents polaires secs tandis que durant l'été soufflent des vents moins froids et plus humides en provenance du Sud-Est. Périodiquement, des masses d'air tempérées et humides arrivent de Sibérie et attaquent les îles. Le « jour polaire » dure de mi-mai au 20 juillet alors que la « nuit polaire » s'étend de mi-novembre à fin janvier.
L'hiver y est très long, se caractérisant par de très basses températures (−21,3 °C en moyenne) et par de forts vents en provenance du Nord. Février et mars sont les mois les plus froids, la température descendant souvent durant cette période au-dessous de −30 °C, accompagnée de fréquentes tempêtes de neige et de vents pouvant souffler à plus de 40m/s. L'été y est, quant à lui, frais avec de fréquentes neiges et gelées. La température moyenne de juillet oscille entre 2 et 2,5 °C, l'humidité atteignant les 88 % durant cette période.